# Crna pomoćnica
Crna pomoćnica (pasje zelje, lat. Solanum nigrum)  je jednogodišnja zeljasta biljka iz porodice Solanceae. Naraste do 60 cm visine. Listovi su trokutasti, pilastog ruba, Cvjetovi bijeli, plodovi crne boje. Posve mlada biljka jestiva je u prokuhanom stanju, starija je biljka otrovna. Jestivi su i potpuno zreli plodovi (Nezreli zeleni plodovi sadrže alkaloid solanin).
Koristi se i kao ljekovita biljka.
Kod nas se smatra za korov dok se u Africi i Aziji, te sjevernoj Americi uzgaja kao jestiva i ljekovita biljka.

## Prehrambena vrijednost mladih listova
List ,sviježi 100 gr
voda : 86.4%
Bjelančevine: 4g; Mast: 0.7g; Ugljikohidrati: 7.6g; Vlakna: 1.6g; Pepeo: 1.7g;
Minerali - kalcij: 210mg; fosfor: 70mg; željezo: 5mg; Magnezij: 0mg; natrij: 0mg; kalij: 0mg; cink: 0mg;
Vitamini - A: 2000mg; Tiamin (B1): 0.15mg; Riboflavin (B2): 0.15mg; Niacin: 1.2mg; B6: 0mg; C: 43mg;

## Vanjske poveznice
- https://pfaf.org/user/plant.aspx?LatinName=Solanum+nigrum